# Rodolph Austin
Rodolph „Rudy” William Austin (Clarendon Parish, 1985. június 1. –) válogatott jamaicai labdarúgó, a dán Esbjerg fB középpályása.

## Sikerei, díjai
Portmore United
- Jamaicai bajnokság
  - bajnok: 2004–05, 2007–08
- Jamaicai kupa
  - győztes: 2005, 2007